# 来广营站
来广营站是北京地铁14号线上的一座车站，于2014年12月28日随14号线东段开通一同投入使用。车站位于北京市朝阳区来广营地区广顺北大街、来广营西路交叉口。

## 位置
来广营站位于东北五环外，望京地区以北，广顺北大街（南北向）与来广营西路-容达路（东西向）交汇处，沿广顺北大街南北走向布置。

## 结构

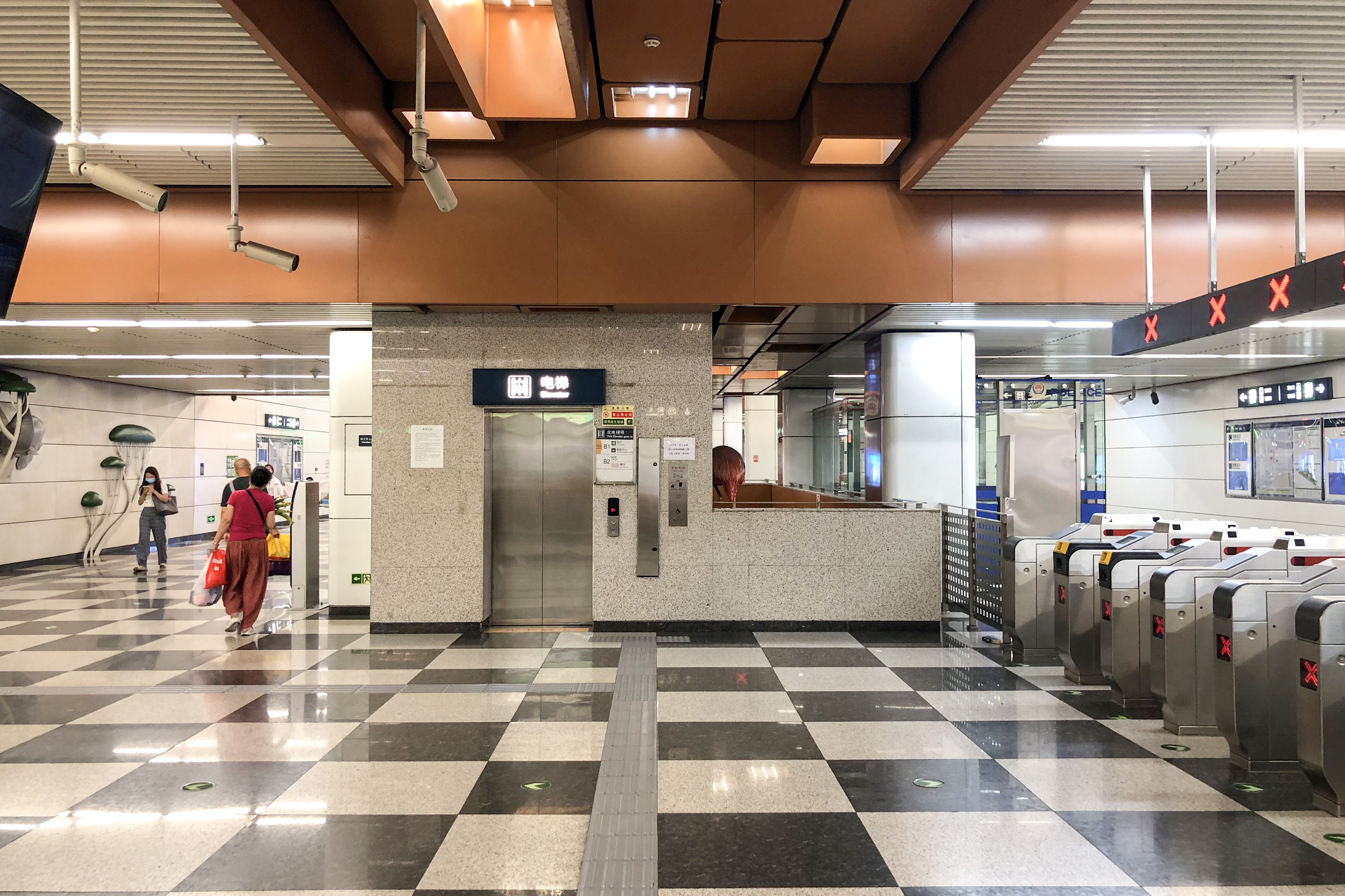
站厅

来广营站为地下二层车站，采用12米岛式站台，车站结构全长200.96米，标准段宽度21.3米，建筑面积14169.5平方米。设置4个出入口。
站内装饰颜色为橙色和棕色。吊顶灯具外框向下凸起不同的高度，同时采用不锈钢材料，以活跃空间。

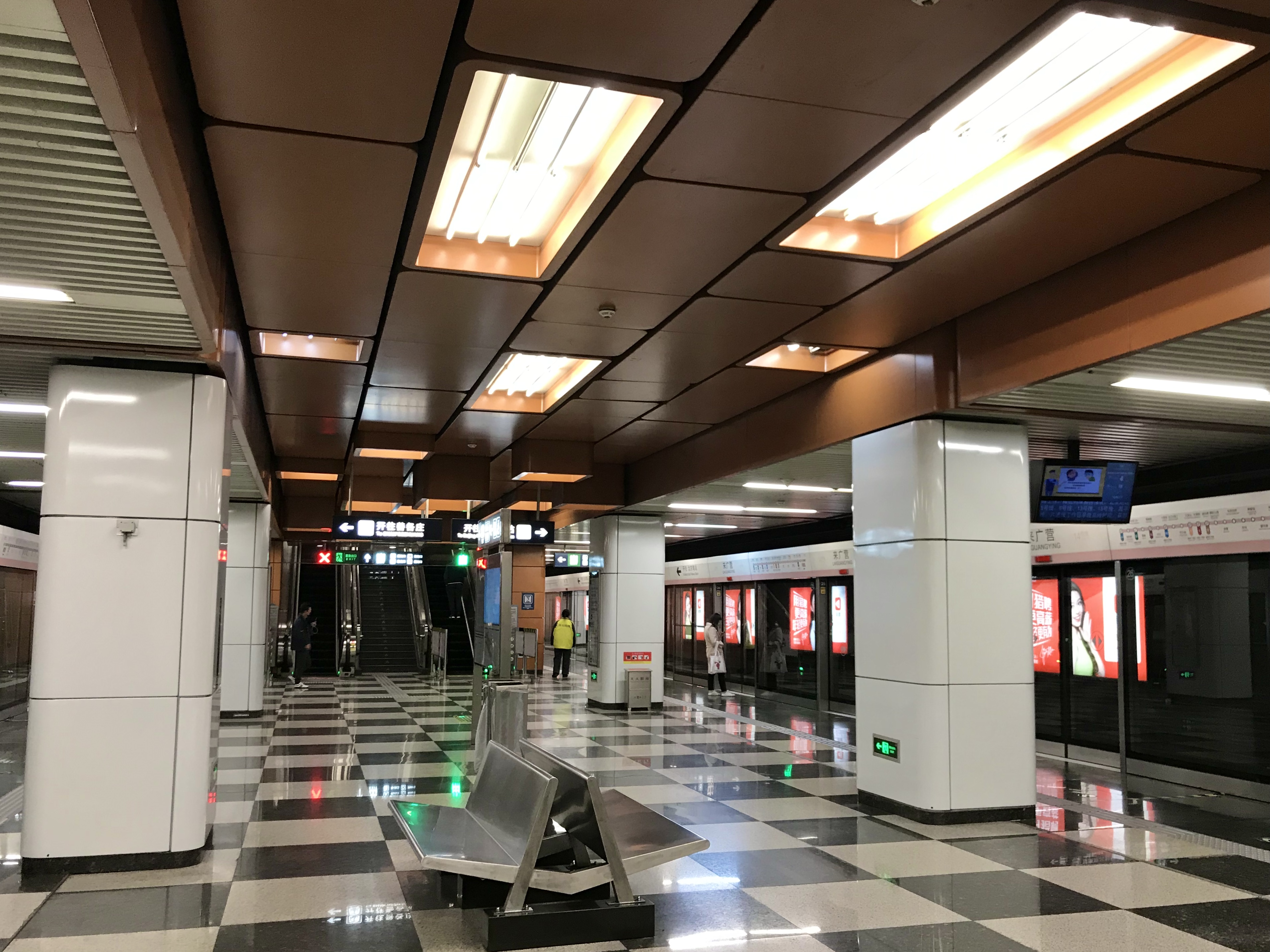
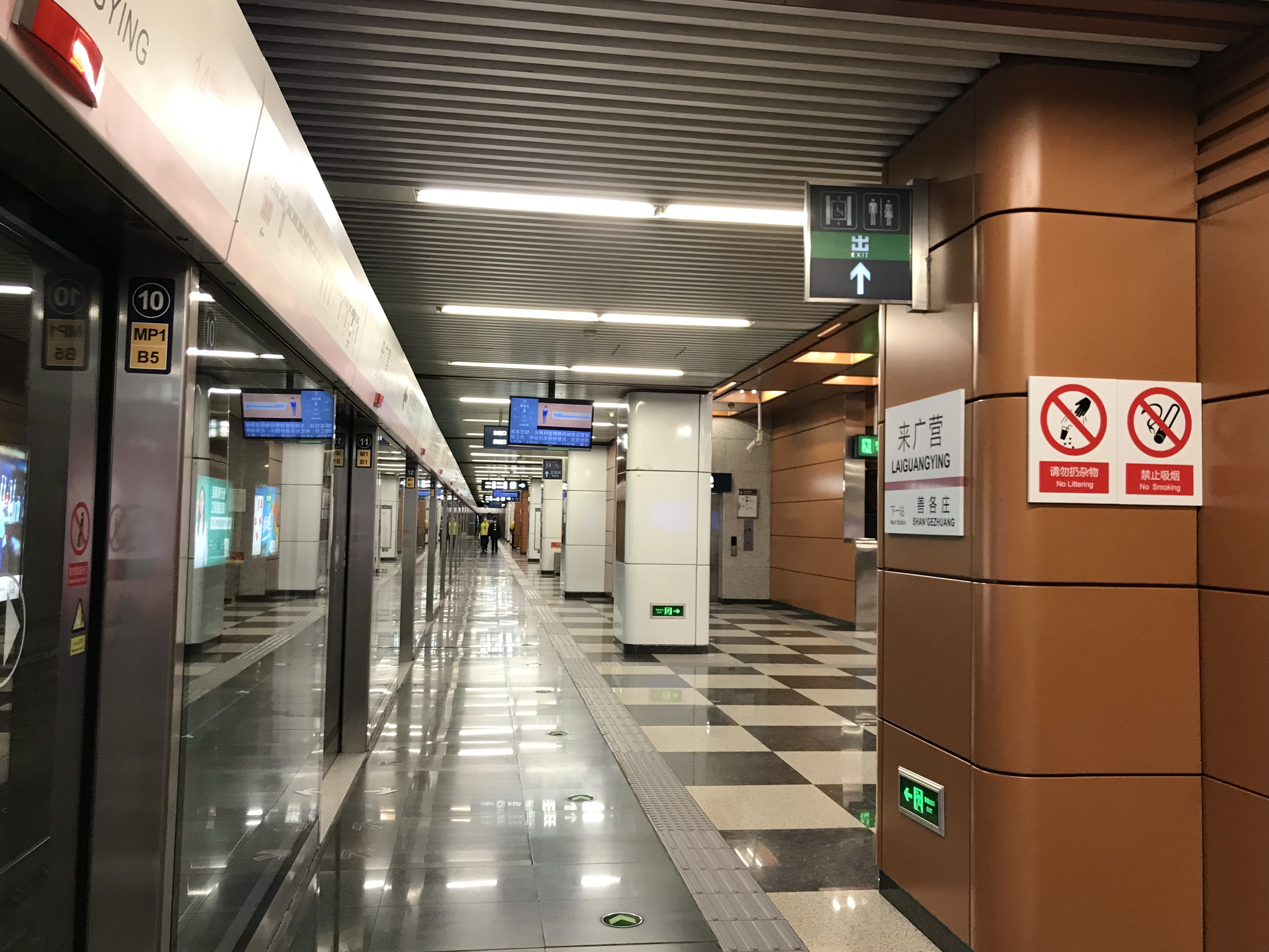
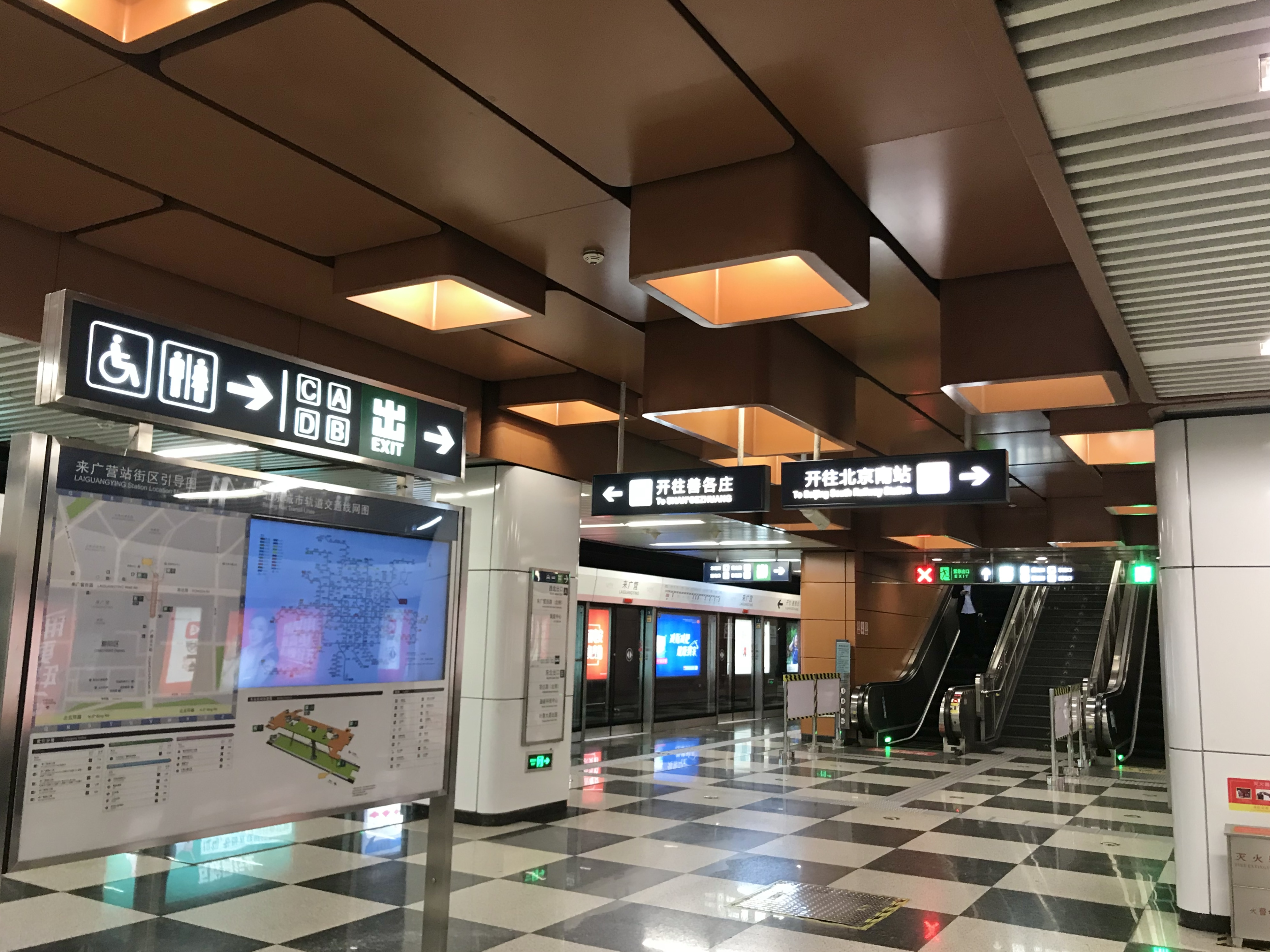

### 车站楼层
| 地面层          | 出入口                     | A－D出入口                       |
| 地下一层 站厅层 | 站厅                       | 客务中心、自动售票机、进出站闸机 |
| 地下二层 站台层 |                            | █ 14号线往张郭庄（东湖渠）       |
| 地下二层 站台层 | 岛式站台，左側開门         |                                  |
| 地下二层 站台层 | █ 14号线往善各庄（終點站） |                                  |

## 出入口
来广营站共有4个出入口，其中A、C、D三个出入口随本站一同启用，位于融新科技中心的B口则于2018年12月21日开通，A口亦有通往诚盈中心地下一层的通道。
|                       |                    |                                                  |      |                |
| 编号                  | 指示               | 建议前往的目的地                                 | 图片 | 无障碍设施图片 |
| 出口 · A              | 来广营西路（北侧） | 诚盈中心                                         |      | 不適用         |
| 出口 · B              | 容达路（北侧）     | 融新科技中心、叶青大厦北园                       |      | 不適用         |
| 出口 · C              | 广顺北大街（东侧） | 叶青大厦北园、朝来高科技产业园、我爱我家集团总部 |      | 不適用         |
| 出口 · D · 升降机标志 | 来广营西路（南侧） | 中央农业广播电视学校                             |      |                |
| 註： 設有             |                    |                                                  |      |                |